# دونالد كوكس
دونالد كوكس (بالإنجليزية: Donald Cox)‏ هو مهندس أمريكي، ولد في 1937 في لنكن في الولايات المتحدة.